# Rita Montaner

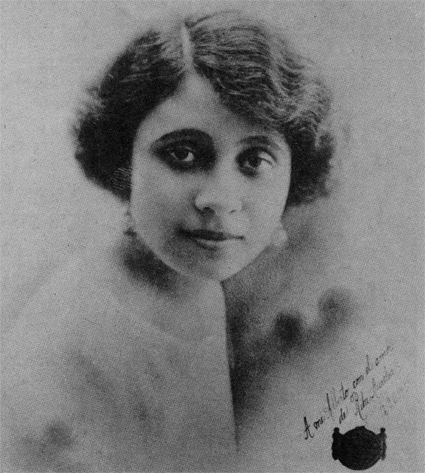
Rita Montaner (1923)

Rita Montaner (* 20. August 1900 in Havanna; † 17. April 1958 ebenda) war eine kubanische Sängerin und Schauspielerin, die als „La Única“ (Die Einzigartige) in die kubanische Musikgeschichte einging, und international in ihrer Mischung von afrikanischen und spanischen Einflüssen als die Repräsentantin des „Kubanischen“ galt.

## Leben
Rita Montaner schloss ihr Musikstudium (Piano, Gesang und Harmonie) 1917 ab. In der ersten Radiosendung Kubas am 10. Oktober 1922 war ihre Stimme die erste einer Frau im kubanischen Radio. Internationale Anerkennung erreichte sie 1928 mit ihrem Auftritt im Olympia in Paris. 1956 erkrankte sie an Kehlkopfkrebs und am 31. Mai 1957 gab sie ihren letzten öffentlichen Auftritt.
Durch Rita Montaner wurden viele Lieder von Ernesto Lecuona zu Erfolgsschlagern. Bola de Nieve wurde als Pianist von Rita Montaner und dann auch als Solist berühmt. Eines der bekanntesten Lieder von Rita Montaner ist wohl El Manisero (Der Erdnussverkäufer). Im spanischsprachigen Raum ist sie eine der bekanntesten Filmschauspielerinnen der 1940er und 1950er Jahre.

## Filmografie
- 1933: La noche del pecado
- 1938: El romance del palmar
- 1941: Romance musical
- 1948: Angelitos negros
- 1948: María la O
- 1950: Al son del mambo
- 1950: Anacleto se divorcia
- 1950: Pobre corazón
- 1950: Ritmos del Caribe
- 1951: La renegada
- 1951: Negro es mi color

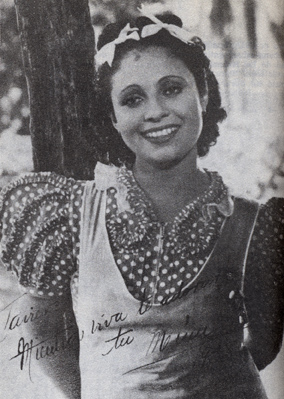
Rita Montaner bei Dreharbeiten zum Film El romance del palmar (1938)

- 1951: Verbotene Straße (Víctimas del pecado)
- 1952: La única
- 1954: Píntame angelitos blancos